# Мозок у колбі

Мозок у колбі

Мозок у колбі — у філософії це різновид  уявних експериментів, що ілюструють залежність людини у розумінні дійсності від її суб'єктивних відчуттів.

## Уявний експеримент
У загальному випадку суть експерименту виводиться з ідеї, властивої науково-фантастичним творам, про те, що якийсь цікавий вчений може витягти мозок якоїсь піддослідної людини з тіла, помістити його в колбу з живильним розчином, і підключити нейрони до комп'ютера, що генерує електричні імпульси ідентичні тим, які отримував би мозок, перебуваючи в тілі, а також реагують на нервові імпульси, що їх посилають мозком. Комп'ютер може симулювати віртуальну реальність, таким чином людина, якій належить мозок, незважаючи на відсутність тіла, буде, як і раніше усвідомлювати себе існуючою і пізнавати навколишній світ, генерований комп'ютером, вважаючи його реальним.
Розумовий експеримент, який отримав назву «мізки в бочці», належить Гіларі Патнему. Свого роду «фізіологічна модель» суб'єктивного ідеалізму  Дж. Берклі.

## У філософії
Можливі сценарії даного уявного експерименту використовуються у філософії скептицизму і соліпсизму, стверджуючи наступне: оскільки мозок у колбі виробляє і отримує точно такі ж імпульси, як він робив би це перебуваючи в черепі, і так як ці імпульси є для мозку єдиною можливістю взаємодіяти з навколишнім реальністю, то з точки зору мозку нема можливості гарантовано стверджувати, чи перебуває він в черепі або в колбі. У першому випадку віра людини (володаря мозку) в об'єктивність своїх відчуттів (наприклад, що людина гуляє по вулиці, їсть морозиво, чи відвідує Вікі-зустріч) — буде істиною, а в другому — помилковою. І так як неможливо знати, чи не знаходиться мозок у колбі, отже, може бути, що більшість вірувань в об'єктивну реальність — хибні.
Цей уявний експеримент часто використовується для ілюстрації скептицизму Декарта.

## У мистецтві
- Ідея віртуальної реальності, що проектується комп'ютером у мозок людини, лягла в основу сюжету фільму «Матриця».
- В оповіданні Станіслава Лема «Дивні ящики професора Конкорана»[2] геніальний вчений демонструє пристрої, які грають роль «мізків у колбі».
- В епізоді «Хранитель гри» другого сезону телесеріалу «Зоряна брама: SG-1» герої потрапляють у віртуальний світ, створений пристроєм, який їх захопив.
- В адоні Red Alert: Yuri's Revenge мозок головного противника Радянського Союзу та союзників Юрія занурений у колбу. При цьому Юрій зберігав розум і здатність гіпнотизувати людей[3].